# Lypusa
Lypusa är ett släkte av fjärilar som beskrevs av Philipp Christoph Zeller 1852. Enligt Dyntaxa ingår Lypusa i familjen tubmalar, Lypusidae, men enligt Catalogue of Life är tillhörigheten istället familjen säckspinnare, (Psychidae). Det skiljer även i överfamilj i de båda källorna då Dyntaxa hänför tubmalarna till överfamiljen Gelechioidea medan Catalogue of Life hänför säckspinnarna till överfamiljen Tineoidea.
Kladogram enligt Catalogue of Life och Dyntaxa:
|        | Agnoea                                                                             |
|        |                                                                                    |
| Lypusa | \| \| Lypusa fulvipennella \| \| \| \| \| \| Hedsotmal Lypusa maurella \| \| \| \| |
|        | \| \| Lypusa fulvipennella \| \| \| \| \| \| Hedsotmal Lypusa maurella \| \| \| \| |
|        | Amphisbatis                                                                        |
|        |                                                                                    |
|        | Lypusa fulvipennella                                                               |
|        |                                                                                    |
|        | Hedsotmal Lypusa maurella                                                          |
|        |                                                                                    |

|  | Lypusa fulvipennella      |
|  |                           |
|  | Hedsotmal Lypusa maurella |
|  |                           |

Det finns ytterligare en art som nyligen beskrivits och ännu inte finns med i Catalogue of Life, och därför inte heller i ovan kladogram. Den centraleuropeiska arten Lypusa tokari beskrevs först 2008.

## Bildgalleri

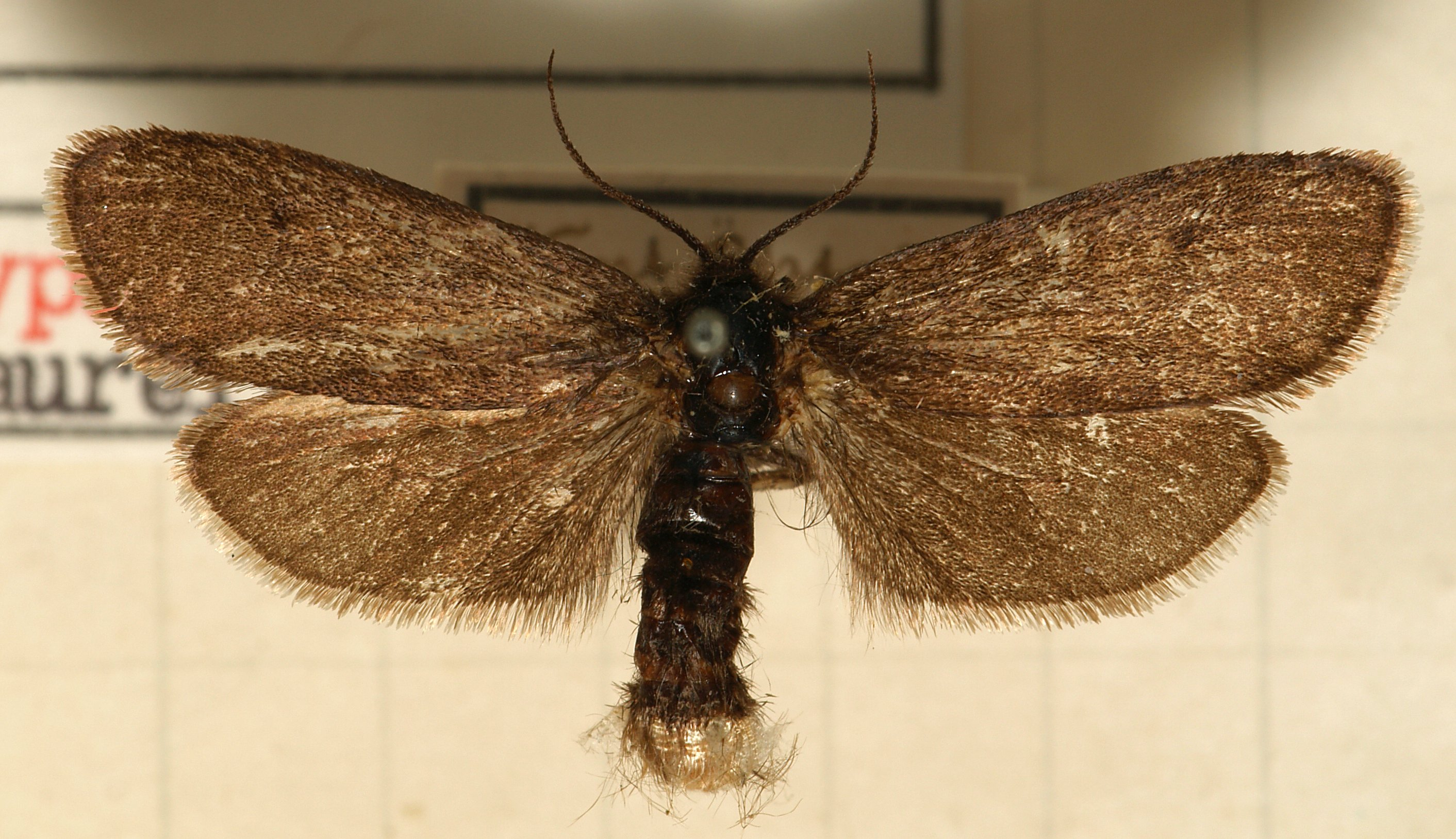